# Miguel Allué Salvador
Miguel Allué Salvador (Zaragoza, 3 de enero de 1885-Madrid, enero de 1962) fue un político y catedrático de instituto español.

## Biografía

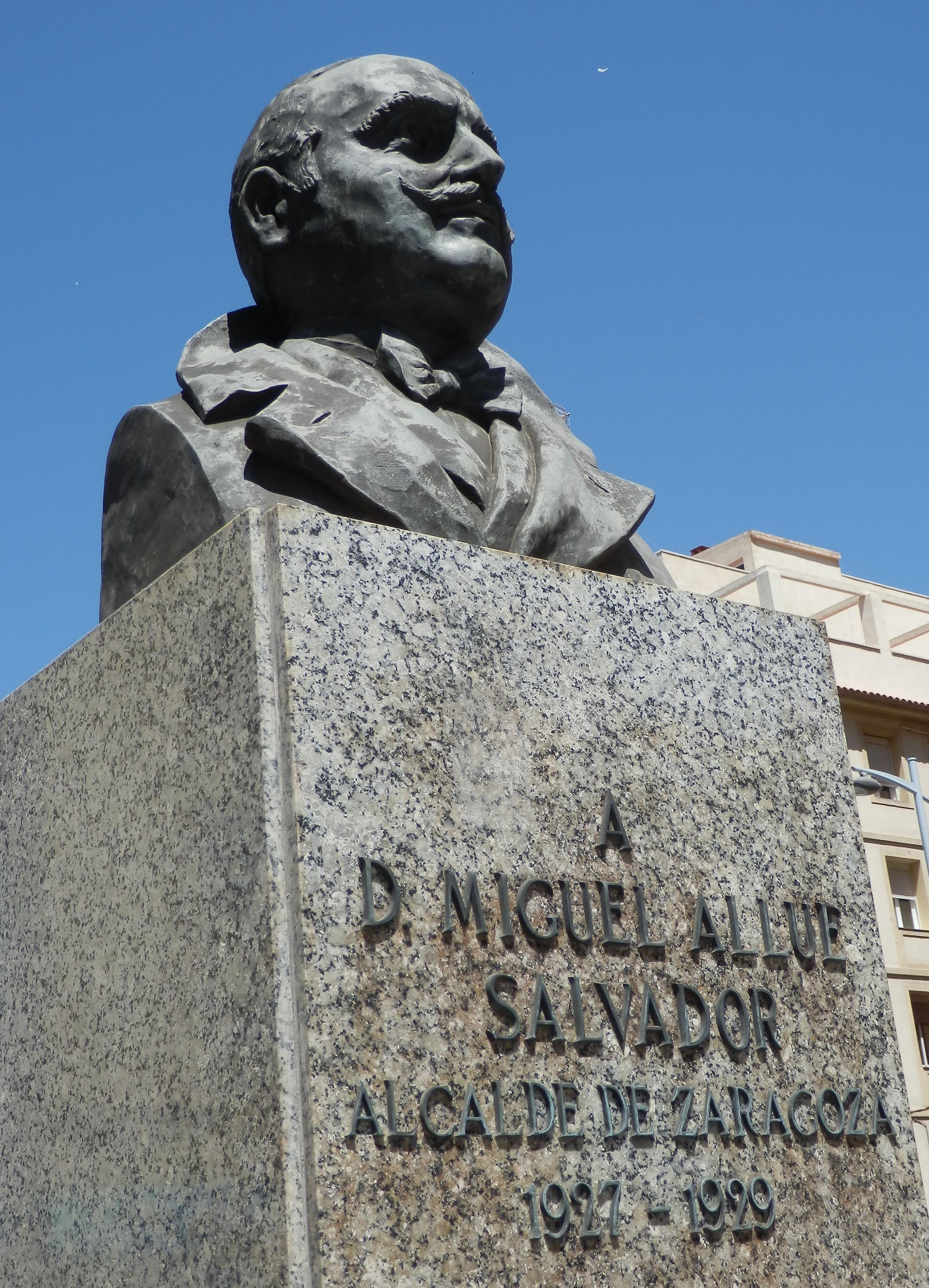
Monumento a Miguel Allué Salvador en la avenida de Goya de Zaragoza.

Nació en 1885. Cursó sus primeros estudios en el Colegio de San Pablo. Se licenció en Derecho (1908) y Filosofía y Letras (1909) en la Universidad de Zaragoza, doctorándose en ambas Facultades (1909 y 1910).
Inició su carrera como profesor auxiliar de la Facultad de Filosofía y Letras (1909-1910) y Derecho (1909-1939), siendo pensionado por la JAE durante seis meses para ampliar estudios en París (1911) donde asistió a las clases de Émile Durkheim.
En 1920 se le concedió otra beca para estudiar Pedagogía experimental en Inglaterra.

## Trabajo
Desde 1908 fue cónsul de Portugal en Zaragoza.
En 1908 fue secretario del Congreso Internacional de la Guerra de la Independencia celebrado durante la Exposición Hispano Francesa conmemorativa del centenario de los Sitios.
Fue catedrático de Lengua y Literatura en el Instituto Goya de Zaragoza (1914-1940). En 1940 fue catedrático interino en el Instituto Ramiro de Maeztu de Madrid. Desde 1942 hasta su jubilación en 1955, fue catedrático en el Instituto Isabel la Católica de Madrid
Fue director del Instituto Goya de Zaragoza (1918-1931 y 1936-1940). Fue fundador y primer director de la Residencia de Estudiantes de Zaragoza (1925).
Fue alcalde de Zaragoza entre el 23 de enero de 1927 y el 15 de junio de 1929. Entre las múltiples obras municipales realizadas destacan: la celebración del Centenario de Goya, la apertura del Ensanche de la Gran Vía, la terminación de la urbanización de la antigua Huerta de Santa Engracia, la ampliación del Parque de Buenavista, la creación de nuevos depósitos de agua, la nueva pavimentación del paseo de la Independencia y otras vías urbanas.
Entre junio de 1929 y marzo de 1930 fue director general de Enseñanza Superior y Secundaria del Ministerio de Instrucción Pública.
Fue miembro de la Unión Monárquica Nacional.
Fue diputado provincial de Zaragoza en representación del distrito San Pablo-Cariñena.
Del 16 de agosto de 1936 al 18 de marzo de 1940 fue presidente de la Diputación Provincial de Zaragoza.
Fue presidente de la Comisión Depuradora del Magisterio de la Provincia de Zaragoza.
En 1940 ocupó la dirección de la Confederación de Cajas de Ahorro y del Instituto de Crédito de la misma Confederación.
Intervino en la fundación de la Academia General Militar de Zaragoza.
Fue miembro correspondiente de la Academia de Bellas Artes de San Fernando y numerario de la de Nobles y Bellas Artes de San Luis de Zaragoza (1920).
Presidió la Asamblea Nacional de Academias oficiales de Artes y letras de España (abril de 1937).
Hacia 1950 fue jefe del gabinete técnico de la Diputación General de Enseñanza Media, presidente de la Comisión Tercera del Consejo Nacional de Educación y presidente de la Mutualidad de Catedráticos de Instituto.
Falleció en Madrid en torno al día 24 de enero de 1962 y fue enterrado en el cementerio de la Almudena.

## Vida personal
Católico conservador y miembro de la Asamblea Nacional Consultiva de la dictadura de Primo de Rivera, se retiró de la vida pública con el advenimiento de la Segunda República y durante la guerra civil se afilió a Falange.

## Obra
Fue conferenciante, editor del Boletín Literario del Instituto Provincial y Técnico de Zaragoza y colaborador habitual de la prensa local y nacional (Heraldo de Aragón, El Noticiero, Amanecer o La Nación de Madrid).
Fue autor de una notable producción de trabajos y discursos literarios, pedagógicos, jurídicos e históricos, entre los que pueden citarse:
- Los Sitios de Zaragoza ante el Derecho Internacional (1908).
- Cómo se enseña la Sociología en Francia (1913)
- Libro de texto Lengua española y Literatura (1937).[1]

## Condecoraciones y reconocimientos
Hasta el 2 de marzo de 2019, tuvo una calle dedicada en Zaragoza, retirada por el alcalde Pedro Santisteve del partido Zaragoza en Común debido a que incumplía la Ley de Memoria Histórica.
- Gran cruz de Alfonso X el Sabio.[5]
- Hijo adoptivo de Tarazona y de Daroca.[5]
- Cónsul de Portugal en Zaragoza.[5]

| Predecesor: Julián Alberto Cerezuela Alegre | Alcalde de Zaragoza 1927-1929                                                               | Sucesor: Enrique Armisén Berástegui |
| Predecesor: Luis Orensanz Moliné            | Presidente de la Diputación Provincial de Zaragoza 16 de agosto de 1936-18 de marzo de 1940 | Sucesor: Lorenzo López Buera        |